# 沙佩勒纪尧姆
沙佩勒纪尧姆（法語：Chapelle-Guillaume，法語發音：[ʃapɛl ɡijom]）是法国厄尔-卢瓦省的一个市镇，位于该省西部，属于诺让勒罗特鲁区。

## 地理
沙佩勒纪尧姆（48°6'47"N, 0°54'18"E）面积19.86 平方千米，位于法国中央-卢瓦尔河谷大区厄尔-卢瓦省，该省份为法国北部内陆省份，北起顺时针与厄尔省、伊夫林省、埃松省、卢瓦雷省、卢瓦-谢尔省、萨尔特省和奧恩省接壤。
与沙佩勒纪尧姆接壤的市镇（或旧市镇、城区）包括：勒普莱西多兰、梅勒赖、库埃特龙欧佩什。

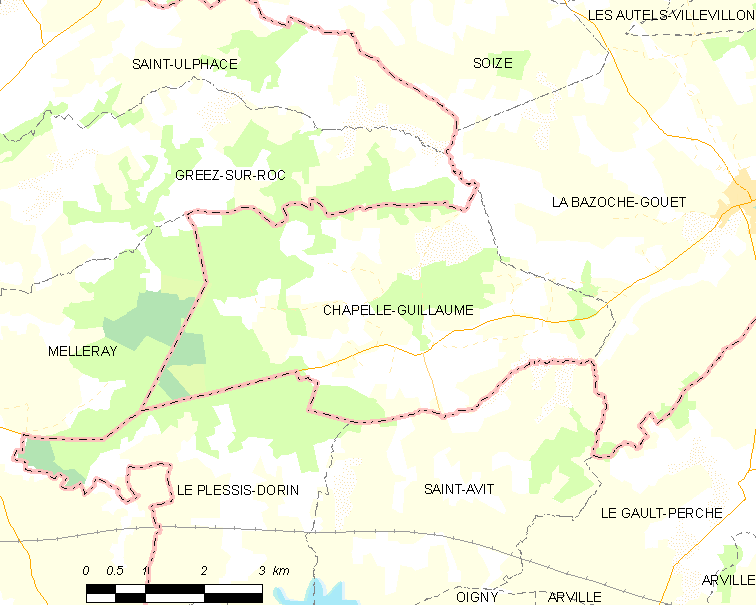
沙佩勒纪尧姆的OSM定位图

沙佩勒纪尧姆的时区为UTC+01:00、UTC+02:00（夏令时）。

## 行政
沙佩勒纪尧姆的邮政编码为28330，INSEE市镇编码为28078。

## 政治
沙佩勒纪尧姆所属的省级选区为布鲁县 (法国)。

## 人口

1962-2008年间沙佩勒纪尧姆人口变化图示

沙佩勒纪尧姆于2022年1月1日时的人口数量为182人。